# 張瑃
張瑃（1624年—17世紀），字伯珩，山西澤州陽城縣人，明朝、清朝政治人物。

## 生平
張瑃自小聰明過人，讀書過目不忘，崇禎十五年（1642年）中舉人，次年（1643年）聯捷進士，年僅二十歲。
明亡仕清，順治初，授原武縣知縣，升任御史，巡按四川，巡鹽淮揚，廉潔自愛，提出引鹽弊處，晉大理寺丞。歷順天府府丞、大理寺少卿、工部右侍郎，並以兵部侍郎、都察院右副都御史巡撫陝西，整頓法紀、謝絕餽贈，令官員聞風畏懼。不久因事降福建督糧道，卒於任內。

## 家族
曾祖張永庫。祖父張自立。父張念祖。

## 引用
1. 1 2  同治《陽城縣志·卷十·人物上》：張瑃，字伯珩。資穎異絕人，讀書一過不忘，自為童子至捷南宮僅五年，皆一試即得。其成進士為明崇禎癸未科，年始二十耳。（順治）初授原武知縣，擢御史出按四川，已而巡鹺淮揚，潔己自矢清剔，引鹽之弊，晉大理丞。歷順天府丞、大理少卿、工部右侍郎，以兵部侍郎、都察院右副都御史巡撫陝西，飭法紀、絕苞苴，官吏望風畏懾。未幾左降福建督糧道，以疾卒於官。
2. ↑  同治《陽城縣志·卷八·選舉》：崇禎壬午科（舉人）……張瑃 見進士
3. ↑  《崇禎十六年癸未科進士三代履歷》：張瑃，伯珩，易二房，丙寅年十月十一日生。陽城人，壬午五十三名，會試三百六十名，三甲二百七十名。兵部觀政。